# Vi ska tvivla
Vi ska tvivla är en svensk dokumentärfilm från 1987 i regi av Yngve Baum.
Filmen skildrar arbetares villkor i Sverige och inleds med en dikt av Göran Sonnevi och Edvard Munch-målningen Arbejdere på hjemvej. Tittaren möter arbetare vid LKAB i Kiruna, hamnarbetare i Göteborg och anställda på Volvo. Premiären ägde rum på Hagabion i Göteborg den 10 april 1987. Filmen fick ett blandat mottagande.

### Fotnoter
1. 1 2  ”Vi ska tvivla”. Svensk Filmdatabas. http://sfi.se/sv/svensk-filmdatabas/Item/?itemid=15491&type=MOVIE&iv=Basic&ref=/templates/SwedishFilmSearchResult.aspx?id%3d1225%26epslanguage%3dsv%26searchword%3dvi+ska+tvivla%26type%3dMovieTitle%26match%3dBegin%26page%3d1%26prom%3dFalse. Läst 21 maj 2013.